# Ариберт II
Ариберт II (Оритберт II; ? – 747) — великий князь славянского племени бодричей и всего Союза ободритов до 747 года.

## Биография
Есть предположения, что на момент смерти своего отца Ариберта I в 724 году Ариберт II был ещё несовершеннолетним и бодричами какое-то время правил один из его дядей. Ариберт II был женат на неизвестной по имени дочери Ульфреда Английского.
Со временем конца его правления связаны первые достоверные упоминания об ободритах в исторических источниках: например, в «Хронике продолжателей Фредегара» сообщается, что венды в 747 или 748 году вступили в войну против саксов на стороне правителя франков Пипина Короткого.